# Lo and Behold - Internet: il futuro è oggi
Lo and Behold - Internet: il futuro è oggi (Lo and Behold, Reveries of the Connected World) è un film documentario del 2016 diretto da Werner Herzog.
Nella pellicola, Herzog riflette sull'impatto della tecnologia (Internet, Intelligenza artificiale, Internet delle cose ecc.) sulla vita umana.
Il film è stato presentato in anteprima al Sundance Film Festival 2016.

## Capitoli
- I. The Early Days
- II. The Glory of the Net
- III. The Dark Side
- IV. Life Without the Net
- V. The End of the Net
- VI. Earthly Invaders
- VII. Internet on Mars
- VIII. Artificial Intelligence
- IX. The Internet of Me
- X. The Future